# 파탄국가
파탄국가 또는 실패국가는 영토와 국경에 대한 효과적인 통제력을 상실하여 기본적인 안보 및 개발 기능을 수행할 수 없는 국가이다. 파탄국가의 공통적인 특징으로는 세금 징수, 법집행, 안보 보장, 영토 통제, 정치 또는 민간 공무원 채용, 사회기반시설 유지보수가 불가능한 정부가 포함된다. 이러한 상황이 발생하면 광범위한 부정부패와 범죄, 국가 및 비국가 행위자의 개입, 난민 발생 및 인구의 비자발적 이동, 급격한 경제 침체, 그리고 국가 내부 및 외부로부터의 군사 개입이 훨씬 더 빈번하게 발생할 가능성이 높다.
1990년대에 시작된 이 용어는 처음에는 소말리아의 상황을 특징짓는 데 사용되었다. 1991년 독재자 시아드 바레를 축출한 쿠데타 이후 국가가 혼란에 빠졌고, 이로 인해 국가 내 씨족 간의 갈등이 발생했다. 2020년대 초반, 아프가니스탄, 중앙아프리카 공화국, 콩고 민주 공화국, 아이티, 리비아, 말리, 미얀마, 소말리아, 남수단, 수단, 시리아, 그리고 예멘 모두 파탄국가로 묘사되었다.
국가의 통치 수준을 설명하기 위해 다양한 지표가 개발되었으며, 국가를 파탄국가로 간주하는 데 필요한 정부 통제의 특정 수준에 대해 당국마다 상당한 차이가 있다. 2023년, 싱크탱크인 평화기금회는 취약국가지수에서 가장 취약한 범주에 속하는 12개국을 선정했다. 국가를 "파탄국가"로 공식적으로 지정하는 것은 상당한 지정학적 함의를 가질 수 있는 논란의 여지가 있는 결정이 될 수 있다.

## 정의 및 쟁점
"파탄국가"라는 용어는 1990년대에, 특히 1991년 독재자 시아드 바레의 전복 이후 소말리아의 혼란과 관련하여 유래했다. 이 용어는 1992년 미국의 소말리아 개입 중에 널리 사용되었다. 이는 냉전 종식 후 가난한 국가들이 혼란스러운 무정부 상태로 붕괴될 가능성에 대한 우려를 표현하는 데 사용되었으며, 로버트 카플란이 라이베리아와 시에라리온의 혼돈을 묘사하고 전 세계 여러 지역에서 "다가오는 무정부 상태"를 경고한 것으로 강조되었다.
막스 베버의 정치 이론에 따르면, 국가는 국경 내에서 합법적인 물리력 독점을 유지하는 것으로 정의된다. 이것이 깨지면(예: 군벌, 준군사조직 집단, 부패한 경찰, 무장 폭력 조직, 또는 테러리즘의 지배적인 존재를 통해), 국가의 존재 자체가 의심스러워지며, 국가는 파탄국가가 된다. 정부가 "합법적인 물리력의 독점"을 유지하는지 여부를 결정하는 어려움은 "합법적"이라는 정의의 문제를 포함하여, 언제 국가가 "파탄"했다고 정확히 말할 수 있는지 불분명하게 만든다. 정당성의 문제는 베버가 의도한 바를 이해함으로써 해결될 수 있다. 베버는 오직 국가만이 물리적 폭력에 필요한 생산 수단을 가지고 있다고 설명한다. 이는 국가가 폭력 수단을 독점하는 데 정당성이 필요하지 않지만(데 팍토), 그것을 사용해야 할 경우(데 유레) 필요할 것이라는 의미이다.
일반적으로 이 용어는 국가가 무력화되어 법률을 균일하게 집행하거나 시민들에게 기본적인 재화와 서비스를 제공할 수 없다는 것을 의미한다. 국가가 실패하고 있거나 실패했다는 결론은 다양한 특성과 그 조합을 관찰하여 도출할 수 있다. 이러한 특성의 예로는 분란전의 존재, 극심한 정치적 부정부패, 무능한 경찰력을 시사하는 압도적인 범죄율, 불투명하고 비효율적인 관료주의, 사법적 비효율성, 군의 정치 개입, 그리고 지역 행위자들의 권력 강화로 인해 국가 권한의 영향력을 능가하거나 제거하는 것 등이 포함되지만 이에 국한되지 않는다. 다른 인식 요인들이 관련될 수도 있다. "실패한 도시"라는 파생 개념도 등장했는데, 이는 국가가 전반적으로 기능할 수 있지만, 하위 국가 수준의 정체가 인프라, 경제 및 사회 정책 측면에서 붕괴될 수 있다는 개념에 기반한다. 특정 지역이나 도시는 국가 통제에서 벗어나 사실상 통치되지 않는 국가의 일부가 될 수도 있다.
"파탄국가"에 대한 일관되거나 정량적인 정의는 존재하지 않는다. 국가 실패를 추론하는 데 사용되는 지표의 주관적인 특성으로 인해 이 용어에 대한 모호한 이해가 초래되었다.
일부 학자들은 국가가 실패했는지 여부를 판단하기 위해 정부의 역량과 효율성에 중점을 둔다. 평화기금회의 취약국가지수와 같은 다른 지수들은 국가의 실패 정도를 판단하는 수단으로 국가 기관의 민주적 특성에 대한 평가를 사용한다. 마지막으로, 다른 학자들은 국가의 정당성, 국가의 성격, 국가 내 범죄 폭력의 증가, 경제적 착취 기관, 또는 국가의 영토 통제 능력에 주장을 집중한다. 로버트 H. 베이츠는 국가 실패를 "국가의 붕괴"라고 언급하며, 국가가 "약탈의 도구"로 변모하고 국가가 효과적으로 무력 수단에 대한 독점권을 상실한다고 주장한다.

### 개념에 대한 비판
찰스 T. 콜은 국가 실패 개념이 무엇을 의미하는지에 대한 불분명한 이해를 조장한다고 주장하며, 국가 실패 개념을 전적으로 포기하려고 시도한다. 대신, 콜은 국가 행정의 효율성을 평가하는 대안적 수단으로 "격차 프레임워크"를 제시한다. 이 프레임워크는 국가 실패 개념이 지나치게 일반화되었다는 그의 이전 비판을 기반으로 한다. 따라서 콜은 이 개념이 실제로 다양한 국가적 맥락에 처해 있고 동일한 문제를 가지고 있지 않은 국가들의 곤경을 설명하기 위한 포괄적인 이론으로 부적절하게 적용되는 경우가 많다고 주장한다. 이러한 평가를 정책 처방을 지지하는 데 사용하는 것은 정책 수립과 결과가 좋지 않은 책임이 있다고 콜은 가정한다. 이처럼 콜이 제안한 프레임워크는 국가가 실패하는 과정에서 해결할 수 없는 자원 제공의 세 가지 "격차"를 코드화함으로써 국가 실패의 개념을 발전시킨다. 이 세 가지 격차는 다음과 같다. 국가 기관이 국민에게 기본적인 재화와 서비스를 효과적으로 제공할 능력이 부족할 때 발생하는 '역량 격차', 국가가 무장 단체의 위협으로부터 국민에게 안보를 제공할 수 없을 때 발생하는 '안보 격차', 그리고 "정치 엘리트와 사회의 상당 부분이 권력 규제와 부의 축적 및 분배를 규제하는 규칙을 거부할 때 발생하는 '정당성 격차'"이다.
국가의 실패 정도를 정량화하려는 시도 대신, 격차 프레임워크는 정부와 사회 간의 상호작용을 보다 분석적인 방식으로 분석하는 데 유용한 3차원적 범위를 제공한다. 콜은 세 가지 격차 문제에 직면한 국가들을 반드시 실패한 국가로 식별해야 한다고 주장하지 않고, 대신 국가 실패 개념 전체에 대한 대안으로 이 프레임워크를 제시한다. 콜은 격차 개념 자체에 한계가 있음을 인정하지만, 국가들이 두 가지 이상의 격차 문제에 직면하는 경우가 많기 때문에, 그의 개념적 제안은 사회 내의 문제를 보다 정확하게 식별하고 외부 및 국제 행위자가 효과적으로 구현할 가능성이 높은 정책 처방을 제시하는 유용한 방법을 제공한다.
‘파탄국가’ 개념이 이해되고 국가 및 국제 정책 결정에 정보를 제공하는 방식에 대한 추가적인 비판은 모튼 보스와 캐슬린 M. 제닝스의 연구에서 제시된다. 아프가니스탄, 소말리아, 라이베리아, 수단, 나이지리아의 니제르 델타 지역이라는 다섯 가지 사례 연구를 통해 보스와 제닝스는 “‘파탄국가’라는 명칭의 사용은 본질적으로 정치적이며 주로 서구의 안보 및 이익에 대한 서구의 인식에 기반을 두고 있다”고 주장한다. 그들은 서구 정책 입안자들이 “국가의 경기 침체와 비공식화가 서구의 이익에 위협이 된다고 인식되는” 국가들에 ‘파탄’이라는 명칭을 부여한다고 주장한다. 더 나아가, 이는 서구 정책 입안자들 사이의 위선을 시사한다. 일부 국가들이 실패한 것으로 분류되는 동일한 형태의 인지된 기능 장애가 다른 국가에서는 서구의 이익에 도움이 된다고 평가될 경우 무관심으로 대하거나 의도적으로 조장된다는 것이다. 사실, “국가 기능의 이러한 특징은 수용될 뿐만 아니라 어느 정도 촉진되기도 하는데, 이는 사업과 국제 자본에 유리한 환경을 조성하기 때문이다. 이러한 사례들은 ‘파탄국가’로 낙인찍히지 않는다.”

## 측정
국가 실패의 측정 방법은 일반적으로 정량적 접근법과 정성적 접근법으로 나뉜다.

### 정량적 접근법
국가 실패에 대한 정량적 측정은 주로 국가의 발전 수준(예: 프리덤 하우스 지수(FHI), 인간 개발 지수(HDI), 세계은행 거버넌스 지표)에 초점을 맞춘다. 또한, 라틴 아메리카 민주주의 개발 보고서(Informe de desarrollo democrático de América Latina)와 같은 지역 평가는 민주주의 수준에 대한 구체적인 세부 정보를 제공할 수 있다.

#### 취약국가지수

2023년 취약국가지수 기준 국가
매우 높은 경고 (111–120)
높은 경고 (101–110)
경고 (91–100)
높은 주의 (81–90)
주의 (71–80)
경고 (61–70)
덜 안정적 (51–60)
안정적 (41–50)
더 안정적 (31–40)
지속 가능 (21–30)
매우 지속 가능 (0–20)
데이터 없음

2005년에 처음 발표된 취약국가지수는 "파탄국가"의 특성을 더욱 명시적으로 측정한다. 잡지 포린 폴리시가 편집한 이 순위는 평화기금회의 분쟁 평가 시스템 도구(CAST)에 대한 분석 연구를 기반으로 178개국을 조사한다. 2015년 평화기금회가 작성한 보고서에는 사회, 경제, 정치의 세 가지 그룹으로 나뉘며 전체적으로 12가지 지표가 있다.
사회 지표:
- 인구 압력
- 난민 또는 국내 실향민
- 집단 불만
- 인적 이탈 및 두뇌 유출

경제 지표:
- 불균등한 경제 발전
- 빈곤 및 경제 침체

정치 및 군사 지표:
- 국가 정당성
- 공공 서비스
- 인권 및 법치
- 안보 기구
- 분열된 엘리트
- 외부 개입

2015년 지수에서는 남수단이 1위, 소말리아가 2위, 중앙아프리카 공화국이 3위를 차지했다. 핀란드는 목록에서 가장 안정적이고 지속 가능한 국가였다.
FSI는 많은 연구에서 사용되며 국가 분류를 더욱 실용적으로 만들지만, 다음과 같은 여러 가지 이유로 종종 많은 비판을 받는다.
1. 최종 점수를 산출하기 위해 인간 개발 지수를 포함하지 않고, 대신 종종 인간 발달 측면으로도 간주되는 요소를 측정하기 위해 제도에 초점을 맞춘다.
2. 국가의 취약성 또는 취약성을 저개발과 유사하게 본다. 이 비교는 첫째, 저개발(경제적)이 취약성을 야기한다고 가정하며, 따라서 국가가 "발달"하면 안정적이거나 지속 가능하다는 가정을 한다.
3. 12가지 지표의 영역 외부의 다른 영역의 진행 상황을 포함하지 않고 국가의 실패(또는 성공)를 측정하므로, 아동 사망률 감소, 깨끗한 수원 및 약물 접근성 증가 등과 같은 중요한 개발 측정값을 제외한다.

FSI는 정부, 조직, 교육자 및 분석가들이 위협을 야기하는 문제점을 강조하는 데 사용된다.

### 정성적 접근법
정성적 접근법은 이론적 틀을 수용한다. 일반적으로 이러한 유형의 측정은 단계 모델을 적용하여 국가를 분류할 수 있도록 한다. 연구자들은 3단계에서 5단계로 국가 실패를 하나의 과정으로 보여준다. 주목할 만한 연구자로는 영미권의 로버트 로트버그와 독일권의 울리히 슈네케너(Ulrich Schneckener) 등이 있다.
울리히 슈네케너(2006)의 단계 모델은 폭력 독점, 정당성, 법치라는 세 가지 핵심 요소를 정의한다. 유형론은 안보 우선 논리에 기반을 두며, 따라서 다른 두 가지에 비해 폭력 독점의 관련성을 보여주는 동시에 기능하는 국가의 전제 조건으로 작용한다. 그의 네 가지 국가 유형은 다음과 같다: (1) 통합 및 통합 중인 국가, (2) 약한 국가, (3) 실패 중인 국가, (4) 붕괴/실패한 국가. 첫 번째 유형은 기능하는 국가를 지향하며, 국가의 모든 핵심 기능이 장기적으로 기능한다. 약한 국가에서는 폭력 독점이 여전히 온전하지만, 다른 두 영역에서는 심각한 결함이 나타난다. 실패 중인 국가는 폭력 독점이 부족하며, 다른 영역은 적어도 부분적으로 기능한다. 마지막으로, 붕괴 또는 실패한 국가는 준국가적 구조에 의해 지배되며, 행위자들이 특정 내부 질서를 만들려고 노력하지만, 국가는 세 가지 핵심 요소를 충분히 수행할 수 없다.
두 가지 연구 접근 방식 모두 일부 불규칙성을 보인다. 정량적 접근 방식은 지표의 투명성과 국가 평가 과정에서의 균형이 부족한 반면, 정성적 접근 방식은 다양한 초점을 보여준다. 주요 불일치 중 하나는 모든 단계를 계속해서 거쳐야 하는지 아니면 국가가 한 단계를 건너뛸 수 있는지에 대한 질문이다. 슈네케너는 그의 모델이 실제로 단계 모델로 해석되어서는 안 된다고 강조하는데, 그의 의견으로는 국가가 반드시 모든 단계를 거치는 것은 아니기 때문이다. 로버트 로트버그의 모델은 서수 논리에 기반을 두므로, 국가 실패 과정이 시간적 단계의 연속임을 의미한다.

## 국가 발전의 이론적 메커니즘

### 전쟁을 통한 국가 발전
찰스 틸리 (1985)는 전쟁 수행이 유럽에서 국가 발전의 필수적인 측면이라고 주장하며, 다음과 같은 상호 의존적인 기능들을 제시했다.
- 전쟁 수행 — 통치자들은 외부 경쟁자를 제거한다 (군대와 지원 관료제를 구축해야 함)
- 국가 형성 — 통치자들은 내부 경쟁자를 제거하고 영토에 대한 통제를 확립한다 (경찰력과 관료제를 구축해야 함)
- 보호 — 통치자들은 외부 경쟁자를 제거하고 권리를 보장함으로써 고객에게 혜택을 제공한다 (법원과 대표 의회를 구축해야 함)
- 추출 — 통치자들은 신민들로부터 더 많은 세금을 추출한다 (세금 징수 기구와 국고를 구축해야 함)

틸리는 이 연관성을 유명한 문구인 "전쟁이 국가를 만들고, 국가가 전쟁을 만들었다"로 요약했다.
마찬가지로 허브스트(Herbst, 1990)는 전쟁이 세금 징수 능력을 강화할 유일한 기회일 수 있다고 덧붙였다. 왜냐하면 전쟁은 통치자들이 추가 수입을 위해 정치적 생명을 걸도록 강요하고, 신민들이 더 많은 세금을 지불하는 데 동의하도록 강요하기 때문이다. 또한 전쟁이 끝난 후에도 증가된 수입이 원래 수준으로 돌아오지 않을 것이라는 점에서 국가 발전에 중요하다. 그러나 그는 또한 유럽 국가들과는 달리 대부분의 제3세계 국가들은 외부 위협이 부족하고 국가 간 전쟁을 치르지 않았으며, 이는 이들 국가가 미래에 유사한 조치를 취할 가능성이 낮음을 시사한다고 지적했다.

일부 현재 진행 중인 전쟁 지도
에티오피아 내전
카이베르파크툰크와 전쟁
시리아 내전
수단 내전

### 선진국에 의한 "국가 건설"
스튜어드(Steward)와 크나우스(Knaus)(2012)는 "개입이 효과가 있을 수 있는가?"라는 질문을 다루며, 전쟁을 종식시키고 "자원이 풍부한 인도주의적 개입"을 제공함으로써 "우리는 국가가 스스로 건설되도록 도울 수 있다"고 결론지었다. 그들은 보스니아(1995)와 코소보(1999)에서 성공적이었다고 간주하는 개입을, 미국이 수천 명의 목숨을 잃고 1조 달러 이상을 지출하면서도 국가 건설이라는 핵심 목표를 달성하지 못한 이라크(2003)와 아프가니스탄(2001-2021)에서의 실패한 국가 건설 시도와 대조하며 정책 입안자들의 국가 건설에 대한 지나친 자신감을 비판했다. 소위 실패한 민족 국가가 내부 폭력이나 혼란으로 인해 붕괴되어 주민들에게 긍정적인 정치적 재화를 더 이상 제공할 수 없게 되면, 선진국들은 개입하여 재건을 돕는 의무를 느낀다. 그러나 개입은 항상 긍정적으로 여겨지지 않으며, 예를 들어 미국 정부의 과거 개입으로 인해 학자들은 실패한 국가 개념이 선진국의 이익을 덜 강력한 국가에 강요하기 위해 만들어진 합리화라고 주장한다.
소말리아나 라이베리아와 같은 국가들을 실패한 국가로 낙인찍는 것은 서구 국가들에게 안정적인 국민국가라는 서구적 사상을 강요할 정당성을 부여한다. 국가 건설이나 문제/불량 국가에 대한 국제적 대응이 부적절한 분석이나 정치적 의지 부족으로 인해 너무 늦게 또는 너무 빨리 이루어진다는 것은 일반적으로 받아들여진다. 그럼에도 불구하고, 선진국과 그들의 원조 기관들이 많은 실패한 국가들에 긍정적인 영향을 미쳤다는 점을 강조하는 것이 중요하다. 국가 건설은 맥락에 따라 다르므로, 외국이 개입하기 전에 해당 국가의 문화-정치적 환경뿐만 아니라 사회적 환경도 신중하게 분석해야 한다. 서구 세계는 실패한 국가들에 대한 우려를 점점 더 커지고 있으며, 이들을 안보 위협으로 간주한다. 따라서 실패한 국가 개념은 종종 서구의 정책 개입을 정당화하는 데 사용된다. 또한, 체스터만(Chesterman)과 이그나티에프(Ignatieff) 등은 선진국과 국제기구의 국제적 행동 기간과 관련하여 핵심 문제는 위기가 시간에 집중되는 경향이 있는 반면, 국가와 그 기관을 재구성하고 구축하는 가장 필수적인 작업은 수십 년이 걸린다는 점이라고 주장한다. 따라서 효과적인 국가 건설은 느린 과정이며, 국내 대중에게 그 반대를 시사하는 것은 위선적이다.

### 해외 원조를 통한 개발 촉진
프리쳇(Pritchett), 울콕(Woolcock), 앤드루스(Andrews)(2013)는 실패한 국가들의 개발 시스템적 실패를 분석했다. 그들은 "구현을 위한 국가 행정 역량"을 국가 발전의 핵심 측면으로 정의하고, 수십 년간의 개발 관행, 수십억 달러의 지출, 그리고 주장된 "진보"에도 불구하고 실패한 국가들이 비틀거리는 메커니즘을 밝혀냈다. 이들 국가는 이를 저해하는 다음과 같은 기술을 채택했다.
1. 체계적인 동형적 모방—기능하는 국가의 모습을 단순히 모방함으로써 국가의 기능 부전을 위장한다.
2. 조기 부하 부담—제한된 역량을 가진 국가들이 "비현실적인 기대"로 과부하된다.

많은 이들 국가가 선진국의 국가 역량에 도달하는 데 수세기가 걸릴 것이라는 사실을 고려할 때, 그들은 실질적인 개발 목표 달성을 위해 "맥락별 기관"을 만들고, "점진적인 개혁 과정"을 촉진하며, "현실적인 기대"를 설정할 것을 제안했다.
해외 원조는 국가의 제도적 역량을 개발하는 데 사용될 때 몇 가지 의도치 않은 결과를 초래한다. 기부자들은 누가 가장 도움이 필요한지, 어떻게 가장 잘 사용될 수 있는지 파악할 정보나 역량이 없기 때문에 종종 원조 지출을 수혜국 정부에 위임한다. 이로 인한 단점은 원조가 수혜국 정부에 의해 가로채여 재임 중인 엘리트의 사리사욕을 채우거나, 권력을 유지하기 위한 후견주의 네트워크를 구축하고 유지하는 데 사용될 수 있다는 점이다. 예를 들어 케냐에서는 원조 배분이 재임 중인 후보에게 높은 득표율을 보인 선거구에 편향되어 있어, 정권 교체 후 원조의 지리적 배분이 지지자들에게 유리하게 바뀐다. 게다가 원조는 비국가 행위자에게도 전용될 수 있으며, 따라서 국가의 폭력 독점을 훼손할 수 있다. 예를 들어 1990년대와 2000년대 콜롬비아에서는 미국이 콜롬비아 군대에 제공한 원조가 군대에 의해 준군사조직에 전용되어, 군사 기지 근처에 위치한 지방자치단체에서 준군사조직 폭력이 크게 증가했다. 이는 해외 원조가 집권 엘리트의 부정부패를 부추기고 국가 외부의 집단을 강화함으로써 국가를 약화시킬 수 있다는 의미이다.
모스(Moss), 토드(Todd), 구닐라 페터슨(Gunilla Pettersson), 니콜라스 반 더 발레(Nicolas Van de Walle) (2006)는 최근 몇 년 동안 해외 원조의 효과에 대한 논란이 발전했음을 인정했다. 그들은 국제 사회에 의해 아프리카에 대한 대규모 원조 노력 증가 요구가 있지만, 이것이 실제로 그들이 "원조-기관 역설"이라고 부르는 것을 만들어낼 것이라고 주장했다. 이 역설은 서구 국가들이 아프리카 국가들에게 제공한 대규모 현금 기여가 "시민들에게 덜 책임감 있고 대중적 정당성을 유지해야 한다는 압력이 덜한" 기관들을 만들어냈기 때문에 형성된다. 그들은 점진적인 원조 감소가 장기적인 기관 형성에 도움이 될 수 있다고 언급하며, 이는 냉전 이후 한국에서 미국의 노력을 통해 입증되었다고 말한다.
버먼(Berman), 엘리(Eli), 펠터(Felter), 샤피로(Shapiro), 트롤랜드(Troland) (2013) 또한 역설을 뒷받침하는 유사한 증거를 발견했으며, 아프리카 농업에 대한 미국의 대규모 원조 시도가 시민들 간의 추가 갈등을 초래했을 뿐이라고 밝혔다. 특히, 학교 보조금과 같은 소규모 투자는 "폭력을 통한 경제적 이득을 취할 유인"을 만들어내는 대규모 투자에 비해 폭력을 감소시키는 것으로 입증되었다.
더욱이 비냐방가 와이나이나(Binyavanga Wainaina, 2009)는 서구의 원조를 식민지화에 비유하며, 서구 국가들이 아프리카 경제를 활성화하기 위한 대규모 현금 기부가 정치적 발전과 폭력 감소로 이어질 것이라고 믿지만, 실제로는 이러한 현금 기부가 아프리카의 경제, 정치, 그리고 무엇보다 사회적 성장에 투자되지 않는다고 주장한다.

### 네오트러스티십
제임스 피어런과 데이비드 레이틴은 "네오트러스티십과 약한 국가의 문제"에서 파탄국가의 문제가 "포스트모던 제국주의"에 비유되는 "네오트러스티십" 시스템을 통해 해결될 수 있다고 제안한다. 피어런과 레이틴의 네오트러스티십 개념은 국가를 재건하려는 국제 및 국내 조직의 조합을 포함한다. 피어런과 레이틴은 파탄국가가 집단 행위 문제로 구성되어 있다는 가정에서 시작한다. 파탄국가는 전쟁으로 인해 실향민이 된 난민처럼 국제 시스템의 나머지 부분에 부정적인 외부 효과를 부과한다. 국가들이 파탄국가를 개발하고 재건하기 위해 노력한다면 국제 시스템에 순이득이 될 것이다. 그러나 개입은 매우 비용이 많이 들고, 단일 국가가 파탄국가 문제를 해결하기 위해 행동할 강력한 유인이 없다. 따라서 이 집단 행위 문제를 해결하기 위해서는 국제 협력이 필요하다.
피어런과 레이틴은 파탄국가에 개입하기 위한 집단 행동을 달성하는 데 네 가지 주요 문제를 식별한다.
1. 모집 - 국가들이 개입에 참여하고 비용을 지불하도록 하는 것
2. 조정 - 모든 평화 유지 국가 간의 원활한 의사소통 제공
3. 책임 - 인권 침해를 저지르는 평화 유지 국가들이 책임을 지도록 보장
4. 철수 - 평화 유지 국가들이 철수할 수 있는 메커니즘 확보

피어런과 레이틴은 이러한 문제에 대한 몇 가지 해결책을 제시한다. 모집 문제를 해결하기 위해, 그들은 파탄국가에 안보 이익이 있는 강력한 국가가 평화 유지 작전을 주도하고 핵심 역할을 수행해야 한다고 주장한다. 단일 국가가 평화 유지 작전을 이끄는 것은 조정 문제를 해결하는 데도 도움이 될 것이다. 유엔 기구가 인권 침해를 조사할 권한을 부여받는 것은 책임 문제를 해결할 것이다. 마지막으로, 수년 후 파탄국가가 평화 유지 작전에 자금을 기부하도록 강제하는 것은 평화 유지군이 철수하려는 유인을 줄일 수 있다. 피어런과 레이틴은 위에서 언급한 네 가지 집단 행동 문제를 해결하는 다자간 개입이 네오트러스티십을 통해 실패한 국가를 재건하는 데 더 효과적일 것이라고 믿는다.

### 자율 회복
제레미 와인스틴은 평화 유지가 실패한 국가를 재건하는 데 필요하다는 주장에 동의하지 않으며, 실패한 국가가 스스로 회복하도록 내버려 두는 것이 종종 더 낫다고 주장한다. 와인스틴은 국제 개입이 국가가 강력한 내부 제도와 역량을 개발하는 것을 방해할 수 있다고 우려한다. 와인스틴의 주요 주장 중 하나는 전쟁이 평화로 이어진다는 것이다. 그는 국제 사회에 의해 부과된 평화 협정이 현실을 반영하지 않는 권력 불균형을 고착화하는 경향이 있다는 것을 의미한다. 와인스틴은 이러한 상황이 국가를 미래 전쟁에 대비하게 만들지만, 전쟁이 한쪽이 결정적으로 승리하도록 진행되도록 허용된다면 미래 전쟁은 훨씬 덜 발생할 것이라고 믿는다. 와인스틴은 또한 전쟁이 강력한 국가 기관의 발전으로 이어진다고 주장한다. 와인스틴은 이 주장을 위해 찰스 틸리의 주장을 인용하는데, 전쟁은 국가 역량의 대규모 확장을 필요로 하므로, 더 안정적이고 유능한 국가들이 전쟁에서 승리하고 자연 선택과 유사한 과정을 통해 국제 시스템에서 살아남을 것이라고 주장한다. 와인스틴은 우간다의 내전에서 게릴라 승리 후 성공적인 회복, 에리트레아의 에티오피아로부터의 강제 분리, 그리고 소말리아의 자치 지역인 소말릴란드와 푼틀란드의 발전을 증거로 제시한다. 와인스틴은 외부 개입의 부재가 대량 학살 및 기타 잔혹 행위로 이어질 수 있다는 점을 언급하지만, 대량 학살 방지가 장기적인 국가 역량 손실과 비교하여 저울질되어야 한다고 강조한다.

## 파탄국가의 역량 함정
역량 함정이란 오늘날에도 국가의 역량 확장이 매우 느리게 진행되고 있다는 것을 의미하며, 이는 파탄국가의 핵심 문제이기도 하다. 많은 국가들이 여전히 "빈곤 함정"이라고 불리는 낮은 생산성 상태에 갇혀 있다. 경제 성장은 개발의 한 측면에 불과하며, 개발의 또 다른 핵심 차원은 정책과 프로그램을 구현함으로써 사건의 흐름에 영향을 미치는 정부의 역량, 즉 국가의 행정 역량의 확장이다. 역량 함정은 참신함의 여지를 막고, 파탄국가를 평가하는 기준으로 고정된 모범 사례 의제를 설정한다. 따라서 지역 행위자들은 자신들의 국가를 건설하는 과정에서 배제되며, 지역 지도자와 최전선 근로자들의 가치를 창출하는 아이디어를 암묵적으로 훼손한다.
하버드 케네디 스쿨의 매트(Matt), 랜트(Lant), 울콕(Woolcock)은 역량 함정에서 벗어나기 위한 "문제 주도 반복적 적응(PDIA)"이라는 접근 방식을 제안했다. 많은 개발 이니셔티브가 동형적 모방을 조장하기 때문에 성과 향상에 실패한다는 점을 고려할 때, PDIA는 파탄국가의 지역에서 지명되고 우선 순위가 지정된 성과 문제 해결에 초점을 맞춘다. 이는 개혁이 정치적으로 지지 가능하고 실질적으로 실행 가능하도록 광범위한 지역 행위자들의 참여를 유도하는 개발 개입을 추구하는 것을 포함한다.
파탄국가는 수많은 난민의 원천이지만, 유엔 규제와 개방 국경 정책으로 허용된 무질서한 이민은 두뇌 유출에 기여했다. 의사, 간호사, 생물학자, 엔지니어, 전기 기술자 등 충분한 전문 인력과 숙련된 노동자가 없으면 파탄국가의 심각성은 증가하는 경향이 있으며, 이는 더욱 많은 이민으로 이어진다. 마찬가지로, 파탄국가와 동일한 대륙에 제3국 재정착을 요구하지 않는 정책은 전쟁, 기근 또는 정치적 붕괴 후의 최종 재정착 가능성을 더욱 낮추는데, 이는 난민 가족들 사이에서 거리와 언어 변화에 따라 본국으로 돌아가는 데 드는 비용과 불편함이 증가하기 때문이다. 소말리아, 아프가니스탄, 예멘에서는 효과적인 난민 재정착 프로그램이 없을 때 개혁 운동과 현대화 노력이 약화된다.

## 파탄국가의 좋은 거버넌스 촉진 및 추가 적대 행위 방지

### 초국가적 범죄 및 테러리즘
미국 법무부의 시갈(Dan E. Stigall) 변호사는 "국제 사회는 한 국가에서의 범죄 행위가 다른 국가나 심지어 여러 국가에 영향을 미치는 초국가적 범죄 수준이 증가하는 문제에 직면해 있다. 마약 밀매, 인신매매, 컴퓨터 범죄, 테러리즘, 그리고 수많은 다른 범죄들은 관련 활동을 저지하고 가해자를 기소하는 데 상당한 이해관계가 있는 국가의 국경 밖에서 활동하는 행위자들을 포함할 수 있다."고 말한다.
전략 연구를 위한 클링엔달 센터(Cligendael Center for Strategic Studies)의 연구는 실패의 대상이 되는 국가들이 테러 조직의 피난처(활동을 계획, 실행, 지원, 자금 조달하는 데 사용됨)로 왜 기능하는지 설명한다. 정부가 조직의 존재를 알지 못하거나 조직을 약화시키거나 제거할 수 없는 경우, 해당 피난처는 "테러리스트 블랙홀"로 불린다. 그러나 정부의 약점 외에도 해당 지역이 "테러리스트 블랙홀"로 간주되려면 "테러리스트 비교 우위"가 존재해야 한다. 연구에 따르면 사회적 긴장, 내전의 유산, 지리, 부패 및 정책 실패, 그리고 외부 요인이 정부의 약점에 기여한다. 비교 우위는 종교와 민족성, 내전의 유산, 지리, 경제적 기회, 경제적 저개발, 그리고 지역적 자극이다. 두 가지 요인(정부의 약점과 테러리스트 비교 우위)의 조합만이 테러리스트가 피난처로 사용하는 지역을 설명한다.
펜실베이니아 주립대학교의 제임스 피아짜(James Piazza)의 연구에 따르면, 국가 실패의 영향을 받는 국가들이 더 많은 테러 공격을 경험하고 발생시킨다는 증거가 있다. 현대의 초국가적 범죄는 "세계화, 무역 자유화, 폭발적인 신기술을 활용하여 다양한 범죄를 저지르고 정치적 목적을 위한 폭력 행사 목적으로 돈, 물품, 서비스, 인력을 즉각적으로 이동시킨다".
티파니 하워드(Tiffiany Howard)는 사하라 이남 아프리카의 증거를 바탕으로 국가 실패와 테러리즘 간의 연관성에 대한 다른 차원을 탐구하며, "실패한 국가의 시민들은 이러한 유형의 국가 내에서 악화되는 상황으로 인해 정치적 폭력에 이끌린다"고 주장한다. 개인 시민의 의사 결정 패턴에 초점을 맞춰 "실패한 국가에 사는 개인은 시스템이 고장났고 국가가 의무를 다하지 못했기 때문에 정치적 폭력에 이끌린다"고 제안된다. 이 발견은 국제 사회에 중요한 의미를 갖는데, "이러한 박탈 패턴은 이러한 국가의 개인들을 국제적으로 후원되는 테러 집단의 영향에 더욱 취약하게 만든다. 결과적으로 실패한 국가들은 테러리스트의 온상이 되며, 이들은 급진적인 이데올로기를 세계 다른 지역으로 수출하여 전 세계에 테러 위협을 조성한다."는 것이다.
그러나 국가 실패(및 그 특징)와 테러리즘 사이의 연관성은 학술 문헌에서 만장일치로 받아들여지지 않는다. 알베르토 아바디(Alberto Abadie)의 연구는 국가 수준에서 테러리즘의 결정 요인을 살펴본 결과, "정치적 자유 수준과 같은 다른 국가별 특성 효과를 고려하면 빈곤한 국가의 테러 위험이 유의미하게 높지 않다"는 증거를 발견했다. 실제로, "정치적 자유는 테러리즘을 설명하는 것으로 나타났지만, 이는 단조롭지 않은 방식으로 이루어진다. 즉, 정치적 자유의 중간 범위에 있는 국가들이 높은 수준의 정치적 자유를 가진 국가나 고도로 권위주의적인 정권을 가진 국가보다 테러에 더 취약한 것으로 나타났다"는 주장이 있다. 빈곤과 낮은 수준의 정치적 자유가 실패한 국가의 주요 특징은 아니지만, 여전히 중요한 특징들이다. 이러한 이유로 아바디의 연구는 국가 실패와 테러리즘 사이에 연관성이 있다는 주장에 대한 강력한 비판을 제기한다. 이러한 연관성은 코린 그래프(Corinne Graff)와 같은 다른 학자들에 의해서도 의문이 제기되는데, 그녀는 '빈곤과 테러 공격 사이에 강력한 실증적 관계는 전혀 없다'고 주장한다.
더욱이 "약화된 국가와 초국가적 범죄의 문제는 독특하게 어려운 불길한 합류점을 만들어낸다. 범죄자가 피해 국가의 영토 밖에서 활동할 때, 피해 국가는 일반적으로 범죄자가 활동하는 국가에 어떤 조치를 취하도록 호소할 수 있다. 예를 들어, 국내에서 범죄자를 기소하거나 범죄자를 인도하여 피해 국가에서 처벌을 받도록 할 수 있다. 그럼에도 불구하고, 정부가 범죄자의 체포 또는 기소에 협력할 수 없거나(또는 협력할 의사가 없는) 상황에서는 피해 국가가 recourse할 수 있는 선택지가 거의 없다."

## 사례
파탄국가 및 그 속성에 대한 중요한 기여는 잭 골드스톤(Jack Goldstone)이 2008년 논문 "국가 실패로 가는 길(Pathways to State Failure)"에서 이루어졌다. 그는 파탄국가를 효과성과 정당성을 모두 상실한 국가로 정의한다. 효과성은 안보 제공이나 세금 징수와 같은 국가 기능을 수행할 수 있는 능력을 의미한다. 정당성은 인구의 중요한 집단의 지지를 의미한다. 이 두 가지 측면 중 하나를 유지하는 국가는 그 자체로 실패한 것이 아니지만, 아무 조치도 취하지 않으면 곧 실패할 위험이 크다. 그는 국가 실패로 이어질 수 있는 다섯 가지 가능한 경로를 제시한다.
1. 공동체 집단(민족 또는 종교) 갈등의 확대. 예: 르완다, 유고슬라비아 사회주의 연방공화국
2. 국가 약탈(다른 집단의 희생을 통해 자원을 부패하거나 정실적으로 빼돌림). 예: 니카라과, 필리핀
3. 지역 또는 게릴라 반란. 예: 콜롬비아, 베트남
4. 민주주의 붕괴(내전 또는 쿠데타로 이어짐). 예: 나이지리아 및 미얀마.
5. 권위주의 국가의 승계 또는 개혁 위기. 예: 수하르토 치하의 인도네시아, 고르바초프 치하의 소련.[61]

래리 다이아몬드(Larry Diamond)는 2006년 논문 "분쟁 후 국가 및 실패 국가에서의 민주주의 증진"에서 약하고 실패한 국가들이 민주주의 증진에 독특한 문제를 제기한다고 주장한다. 이러한 국가들에서 도전은 권위주의적인 국가 지도자들에게 권력을 포기하도록 압력을 가하는 것뿐만 아니라, 애초에 합법적인 권력을 어떻게 재창조할 것인가를 알아내는 것이다. 주로 두 가지 유형의 경우가 있으며, 각 유형의 경우 좋은 거버넌스 증진을 위한 특정 종류의 전략이 필요하다.
1. 외부 또는 내전에서 벗어나고 있는 분쟁 후 국가. 이들 국가 중 상당수는 나이지리아, 모잠비크, 시에라리온, 소말리아와 같은 아프리카에 있었고, 다른 국가들은 라틴 아메리카(니카라과, 엘살바도르, 중앙 아메리카의 대부분), 아시아(예: 캄보디아), 또는 중동(레바논, 알제리, 이라크)에 있었다.
2. 콩고 민주 공화국처럼 중앙 국가 권한이 거의 붕괴된 내전 또는 진행 중인 폭력적 분쟁 상태에 있는 국가

일반적으로, 질서는 민주주의 증진을 위한 가장 중요한 전제 조건이며, 이는 특히 선거와 같은 공식적인 민주적 메커니즘에 크게 의존하여 분쟁 후 국가 건설을 촉진한다. 효과적인 국가가 없는 경우, 기본적으로 세 가지 가능성이 있다. 첫째, 내전이 있었고 반군이 궁극적으로 승리했다면, 그 공백은 반군과 정치 운동이 국가에 대한 통제권을 확립하면서 채워질 수 있다. 둘째, 실제로 중앙 국가가 없거나(소말리아처럼) 매우 약한 상태에서 군벌과 군대가 난립할 수 있다. 이 상황에서는 분쟁이 실제로 끝나지 않고, 오늘날 아프가니스탄처럼 분산된 방식으로 고조되거나 약해질 수 있다. 셋째, 국제 행위자 또는 행위자 연합이 일시적인 권한을 정치적, 군사적으로 구성하기 위해 개입할 수 있다. 이는 개별 국가, 연합, 연합의 얇은 막 아래에 있는 개별 국가, 또는 공식적인 유엔 분쟁 후 임무의 구조를 통해 행동하는 유엔일 수 있다.
| 국가                | '24 | '22 | '20 | '18 | '16 | '14 | '12 | '10 | '08 | '06 |
| ------------------- | --- | --- | --- | --- | --- | --- | --- | --- | --- | --- |
| 아프가니스탄        |     | Yes |     |     |     | Yes | Yes | Yes | Yes | Yes |
| 중앙아프리카 공화국 | Yes | Yes | Yes | Yes | Yes | Yes | Yes | Yes | Yes | Yes |
| 차드                |     |     |     |     |     |     |     |     | Yes |     |
| 콩고 민주 공화국    | Yes | Yes | Yes | Yes | Yes | Yes | Yes | Yes | Yes | Yes |
| 아이티              | Yes | Yes |     |     | Yes | Yes | Yes |     |     | Yes |
| 이라크              |     |     |     |     |     |     |     |     | Yes | Yes |
| 코트디부아르        |     |     |     |     |     |     |     |     | Yes | Yes |
| 리비아              | Yes | Yes | Yes | Yes | Yes |     |     |     |     |     |
| 미얀마              | Yes |     |     |     |     |     |     |     |     |     |
| 소말리아            | Yes | Yes | Yes | Yes | Yes | Yes | Yes | Yes | Yes | Yes |
| 남수단              | Yes | Yes | Yes | Yes |     |     |     |     |     |     |
| 수단                | Yes | Yes |     |     |     |     |     |     |     | Yes |
| 시리아              | Yes | Yes | Yes | Yes | Yes | Yes |     |     |     |     |
| 예멘                | Yes | Yes | Yes | Yes | Yes |     |     |     |     |     |

## 개념에 대한 비판
"파탄국가"라는 용어는 크게 두 가지 측면에서 비판을 받아왔다. 첫째, 이 용어는 다양한 국가들의 다양한 통치 문제들을 한데 묶어 과도하게 일반화하고, 국가 내 통치 방식의 변화를 고려하지 않는다는 비판이다. 둘째, 군사 개입과 서구식 국가 모델에 기반한 국가 건설을 정당화하기 위해 이 용어를 정치적으로 사용하는 것에 대한 우려가 있다.
올리비에 네이, 윌리엄 이스터리, 로라 프레스치는 국가 실패 개념이 일관된 정의를 가지고 있지 않으며, 지수들이 국가 성과의 다양한 지표를 임의로 가중치를 부여하여 불명확하고 통합된 국가 취약성 측정을 도출한다고 비판했다. 찰스 T. 콜은 "파탄국가"라는 명칭이 너무 광범위하게 적용되어 사실상 쓸모없게 되었다고 주장한다. 파탄국가를 정의하는 데 합의가 거의 없기 때문에, 실패하는 국가를 식별하는 데 일반적으로 사용되는 특성들은 인권 침해, 빈곤, 부패에서 인구 압력에 이르기까지 수없이 다양하다. 이는 매우 다양한 국가들이 실패한(또는 실패 중인) 국가로 함께 분류된다는 것을 의미한다. 이는 개별 국가 내에서 식별된 특정 약점의 복잡성을 숨길 수 있으며, 일반적으로 질서에 대한 국가의 역량 강화에 초점을 맞춘 일괄적인 접근 방식으로 이어질 수 있다. 더욱이 '파탄국가'라는 용어는 일부 외국 세력에 의해 국가를 침공하거나 특정 처방적 외교 정책 목표를 결정하는 정당성으로 사용되어 왔다. 2001년 이후, 콜은 미국이 파탄국가를 국가가 직면한 가장 큰 안보 위협 중 하나로 언급했으며, 이는 약하거나 존재하지 않는 국가 기관을 가진 국가가 테러리스트의 안식처 역할을 하고 극단주의의 온상이 될 것이라는 가정에 기반한 것이라고 지적한다.
콜은 국가를 파탄국가로 낙인찍는 대신, 더 관련성 있고 이해하기 쉬운 용어로 분류할 수 있다고 제안한다. 예를 들어, "붕괴된 국가"는 국가 장치가 완전히 무너져 몇 달 동안 존재하지 않는 국가를 의미한다. 이는 국가의 기본적인 기능이 전혀 작동하지 않고, 비국가 행위자가 그러한 임무를 수행하는 국가에만 적용될 것이다. "약한 국가"는 공식적인 국가 기관보다 비공식적인 기관이 더 많은 공공 서비스와 재화의 유통을 수행하는 국가에 사용될 수 있다. "전쟁으로 폐허가 된" 국가는 갈등으로 인해 기능하지 않을 수 있지만, 이것이 반드시 붕괴된 국가임을 의미하지는 않는다. 로트버그는 모든 실패한 국가들이 어떤 형태의 무력 분쟁을 겪고 있다고 주장했다. 그러나 국가에 대한 도전은 무력 분쟁의 유형과 그것이 국가 전체와 넓은 영토를 포괄하는지, 또는 특정 지역에만 집중되어 있는지에 따라 매우 다를 수 있다. 전통적으로 "파탄국가"라는 포괄적인 용어 아래에 분류되어 온 또 다른 유형의 국가는 "권위주의 국가"일 수 있다. 권위주의 지도자들은 폭력적인 수단으로 집권할 수 있지만, 일단 집권하면 반대파를 막아내고 따라서 그들의 정권 내에서 폭력이 거의 없도록 할 수 있다. 콜은 그러한 정권에서의 국가 건설이 직면하는 상황과 도전 과제가 내전 중인 국가에서 제기되는 상황과 매우 다르다고 주장한다. 이 네 가지 대안적인 정의는 국가가 "파탄국가"라는 포괄적인 용어로 분류될 수 있는 다양한 상황과 매우 다른 상황에 일괄적인 정책 접근 방식을 채택하는 것의 위험성을 강조한다. 이러한 분류학적 어려움의 결과로, 위난트 그레프라스(Wynand Greffrath)는 질적 이론적 분석을 강조하는 정치적 쇠퇴의 한 형태로 "국가 기능 장애"에 대한 미묘한 접근 방식을 제시했다.

## 같이 보기
- 바나나 공화국
- 민주주의 지수
- 자유롭고 공정한 선거
- 마피아 국가
- 오클로크라시
- 패리아 국가
- 불량국가
- 취약국가 안정화
- 국가 붕괴

## 내용주
1. ↑  스프레드시트 "Data BTI 2006-2024 (XLS)"에서, 실패한 국가는 "Political System" 섹션의 "Failed State" 열에서 빨간색으로 표시되어 있다.
2. ↑  이전에는 아프가니스탄 이슬람 공화국 (2021년까지).

## 더 읽어보기
- Call, Charles T (2008). 《The Fallacy of the 'Failed State'》 (PDF). 《Third World Quarterly》 29. 1491–1507쪽. doi:10.1080/01436590802544207. ISSN 0143-6597. S2CID 153402082.
- Call, Charles T. (2010). 《Beyond the 'failed state': Toward conceptual alternatives》 (PDF). 《European Journal of International Relations》 17. 303–326쪽. doi:10.1177/1354066109353137. ISSN 1354-0661. S2CID 145208851.
- Clausen, Maria-Louise (2019). 《Justifying military intervention: Yemen as a failed state》. 《Third World Quarterly》 40. 488–502쪽. doi:10.1080/01436597.2019.1573141. ISSN 0143-6597. S2CID 159268668.
- Cordesman, Anthony H.; Molot, Max (2019). 《Iraq as a failed state》 (PDF). 《Center for Strategic and International Studies // Working Paper 12》.
- Fisher, Jonathan (2018년 9월 14일). 《AMISOM and the regional construction of a failed state in Somalia》 (PDF). 《African Affairs》 118. 285–306쪽. doi:10.1093/afraf/ady040. ISSN 0001-9909.
- Ingiriis, Mohamed Haji (2020). 《Profiting from the failed state of Somalia: the violent political marketplace and insecurity in contemporary Mogadishu》. 《Journal of Contemporary African Studies》 38. 437–458쪽. doi:10.1080/02589001.2020.1774522. ISSN 0258-9001. S2CID 225797643.
- Thürer, Daniel (1999). 《The 'failed State' and international law》 (PDF). 《International Review of the Red Cross》 81. 731–761쪽. doi:10.1017/s1560775500103694. ISSN 1560-7755. S2CID 145252411.